# Općina Oplotnica
Općina Oplotnica (slo.:Občina Oplotnica) je općina u sjevernoj Sloveniji u pokrajini Štajerskoj i statističkoj regiji Podravskoj. Središte općine je naselje Oplotnica s 1.333 stanovnika. 

## Zemljopis
Općina Oplotnica nalazi se u sjevernom dijelu Slovenije. Općina se prostire u južnom dijelu gorja Pohorje. 
U općini vlada umjereno kontinentalna klima.
Na području općine ima samo manjih vodotoka, koji su u slivu rijeke Dravinje.

## Naselja u općini
Božje, Brezje pri Oplotnici, Dobriška vas, Dobrova pri Prihovi, Čadram, Gorica pri Oplotnici, Koritno, Kovaški Vrh, Lačna Gora, Malahorna, Markečica, Okoška Gora, Oplotnica, Pobrež, Prihova, Raskovec, Straža pri Oplotnici, Ugovec, Zgornje Grušovje, Zlogona Gora, Zlogona vas

## Vanjske poveznice
- Službena stranica općine